# Arup Raha

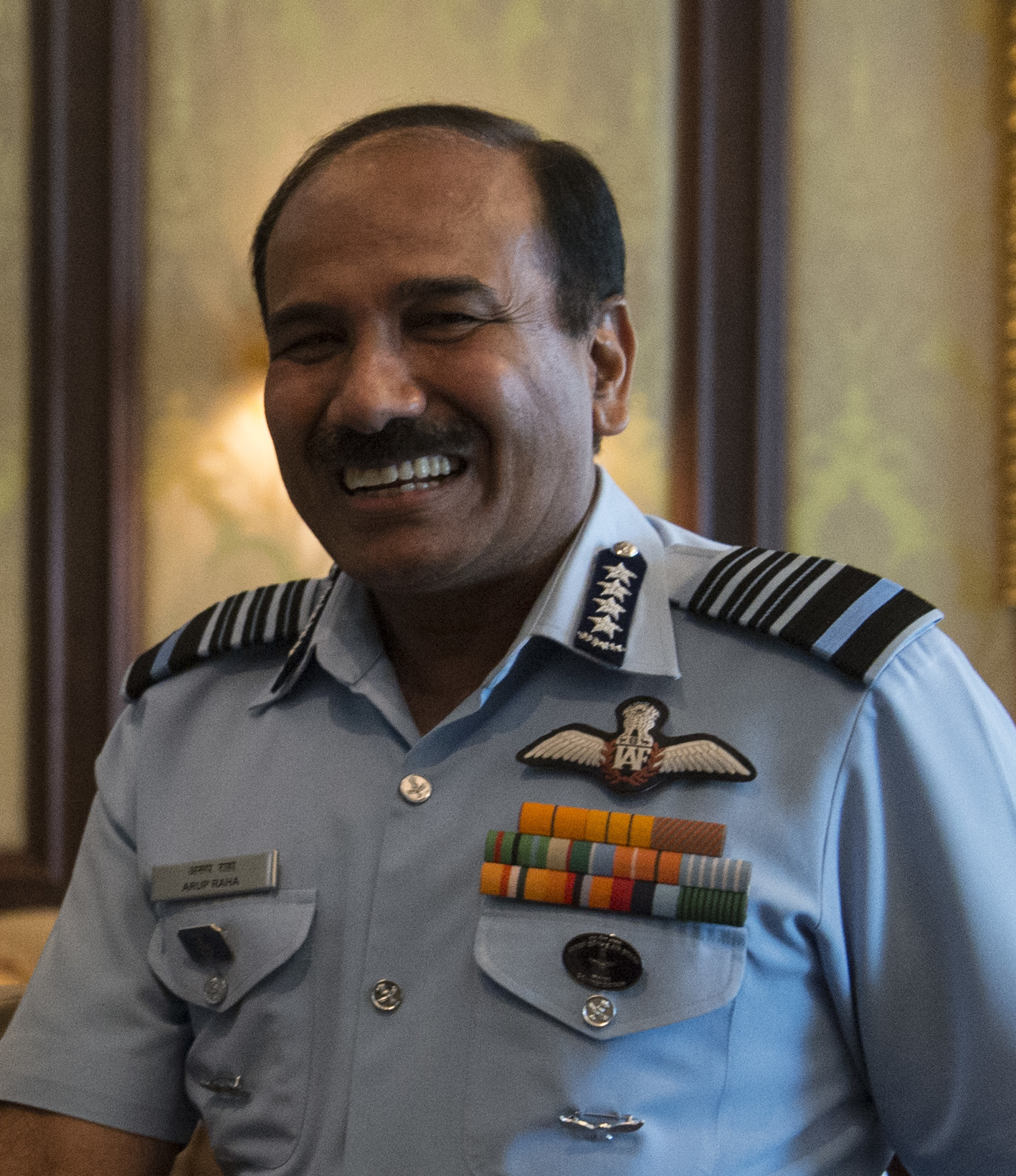
Air Chief Marshal Arup Raha

Arup Raha, PVSM, AVSM, VM, ADC (Hindi: अरुप राहा; Bangla: অরূপ রাহা; * 26. Dezember 1954 in Baidyabati, Distrikt Hugli, Westbengalen) ist ein ehemaliger indischer General (Air Chief Marshal), der vom 1. Januar 2014 bis zum 31. Dezember 2016 Chef des Stabes der Luftstreitkräfte Indiens (Chief of the Air Staff) war.

## Leben
Raha, Sohn eines Arztes, begann nach dem Besuch der Militärschule (Sainik School) in Purulia, 1970 eine Ausbildung zum Offizier der Luftstreitkräfte Indiens an der Nationalen Verteidigungsakademie NDA (National Defence Academy) in Khadakwasla bei Pune und schloss dieses 1973 mit der Goldmedaille des Präsidenten der NDA ab. Im Anschluss absolvierte er eine Pilotenausbildung, die er im Dezember 1974 beendete. In der Folgezeit wurde er zudem zum Kampfpiloten, Fluglehrer und Luftkampfführer an der Akademie der Luftstreitkräfte (Air Force Academy) in Dundigal bei Hyderabad ausgebildet. Neben Verwendungen in fliegerischen Verbänden wie zum Beispiel vom 8. Juni 1992 bis zum 5. Juni 1994 als Kommandeur der 47. Staffel war er Offizier im Führungsstab der Fluglehrerschule sowie der Taktischen und Kampfentwicklungseinrichtung. Des Weiteren war er Inspektor in der Inspektionsstabsabteilung im Hauptquartier der Luftstreitkräfte sowie Stabsoffizier bei Chef des Luftstabes. 1999 wurde er Militärattaché sowie Luftwaffenattaché an der Botschaft in der Ukraine und verblieb dort bis 2001.
Raha war ferner Kommandeur einer mit Mikojan-Gurewitsch MiG-29-Kampfflugzeugen ausgestatteten Staffel, Kommandant des Luftwaffenstützpunktes Bathinda im Punjab sowie Kommandant des ebenfalls im Punjab gelegenen Luftwaffenstützpunktes Adampur, ehe er Kommandeur der Angriffsverbände des Westlichen Luftkommandos in Chandimandir. Danach war er stellvertretender Kommandant der Akademie der Luftstreitkräfte sowie bis zum 1. November 2011 als Generalmajor (Air Vice Marshal) Leitender Stabsoffizier SASO (Senior Air Staff Officer) des Westlichen Luftkommando. Danach war er als Generalleutnant (Air Marshal) vom 2. November 2011 bis zum 31. Mai 2012 Kommandierender General (Air Officer Commanding-in-Chief) des Zentralen Luftkommandos in Allahabad sowie zwischen dem 1. Juni 2012 und dem 30. Juni 2013 Kommandierender General des Westlichen Luftkommandos in Neu-Delhi, ehe er vom 1. Juli bis zu seiner Ablösung durch Air Marshal Ravi Kant Sharma am 31. Dezember 2013 als stellvertretender Chef des Stabes der Luftstreitkräfte Indiens (Vice Chief of Air Staff) fungierte. Er war zudem seit dem 1. Dezember 2012 Aide-de-camp (ADC) von Staatspräsident Pranab Mukherjee.
Arup Raha, der auch Absolvent des Defence Services Staff College und National Defence College war, wurde am 1. Januar 2014 General (Air Chief Marshal) und Nachfolger von Air Chief Marshal Norman Anil Kumar Browne als Chef des Stabes der Luftstreitkräfte Indiens (Chief of the Air Staff). Er bekleidete diesen Posten bis zum 31. Dezember 2016, woraufhin Air Chief Marshal Birender Singh Dhanoa am 1. Januar 2017 seine Nachfolge antrat. Zugleich löste er den Chef des Stabes des Heeres General Bikram Singh am 31. Juli 2014 als Vorsitzender des Ausschusses der Stabschefs der Streitkräfte Indiens (Chairman of the Chiefs of Staff Committee) ab und behielt auch diesen Posten bis zum 31. Dezember 2016, wonach der Chef des Stabes der Marine, Admiral Sunil Lanba, am 1. Januar 2017 sein Nachfolger wurde. Für seine langjährigen Verdienste wurde ihm die Param Vishisht Seva Medal (PVSM), die Ati Vishisht Seva Medal (AVSM) sowie die Vayu Sena Medal (VM) verliehen.
2022 äußerte Raha das Interesse Indiens bis zu sechs Tupolew Tu-160 zu kaufen. Womit Indien neben Amerika, Russland und China aktuell die vierte Nation mit strategischen Bombern würde.